# Воля-Жизна
Воля-Жизна (пол. Wola Żyzna) — село в Польщі, у гміні Шидлув Сташовського повіту Свентокшиського воєводства.
Населення — 267 осіб (2011).
У 1975-1998 роках село належало до Келецького воєводства.

## Демографія
Демографічна структура на день 31 березня 2011 року:
|          | Загалом | Допрацездатний вік | Працездатний вік | Постпрацездатний вік |
| -------- | ------- | ------------------ | ---------------- | -------------------- |
| Чоловіки | 133     | 19                 | 92               | 22                   |
| Жінки    | 134     | 24                 | 77               | 33                   |
| Разом    | 267     | 43                 | 169              | 55                   |